# 令狐泩
令狐泩，字伯方，山西猗氏縣人。清初政治人物。

## 生平
崇禎十五年（1642年）壬午科山西鄉試第十名舉人，官福建漳浦縣知縣。

## 著作
著《四書訓》《詩韻辨音》十二卷。

## 家族
子永年，順治甲午拔貢；永觀，康熙丙辰進士。